# Faina Melnik
Faina Grigorjevna Melnik (ukrajinsko Фаїна Григорівна Мельник), ukrajinska atletinja, * 9. junij 1945, Bakota, Sovjetska zveza, † 16. december 2016, Moskva.
Nastopila je na poletnih olimpijskih igrah v letih 1972, 1976] in 1980, leta 1972 je osvojila naslov olimpijske prvakinje v metu diska. Na evropskih prvenstvih je osvojila dva zaporedna naslova prvakinje v letih 1971 in 1974. Enajstkrat je postavila svetovni rekord v metu diska, držala ga je med avgustom 1971 in septembrom 1972 ter majem 1973 in avgustom 1978. 